# Schweres Maschinengewehr

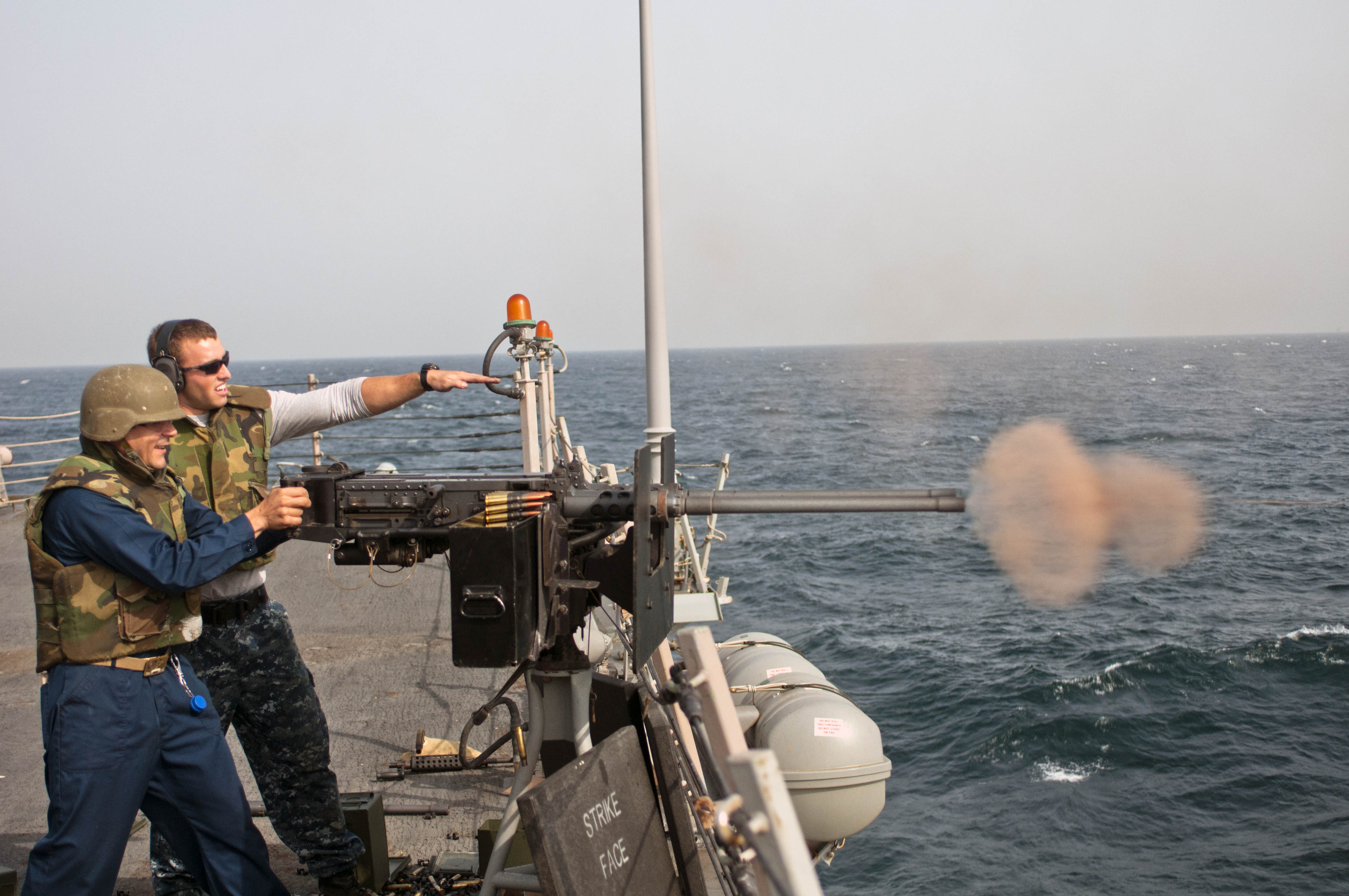
M2 als Schiffsverteidigung

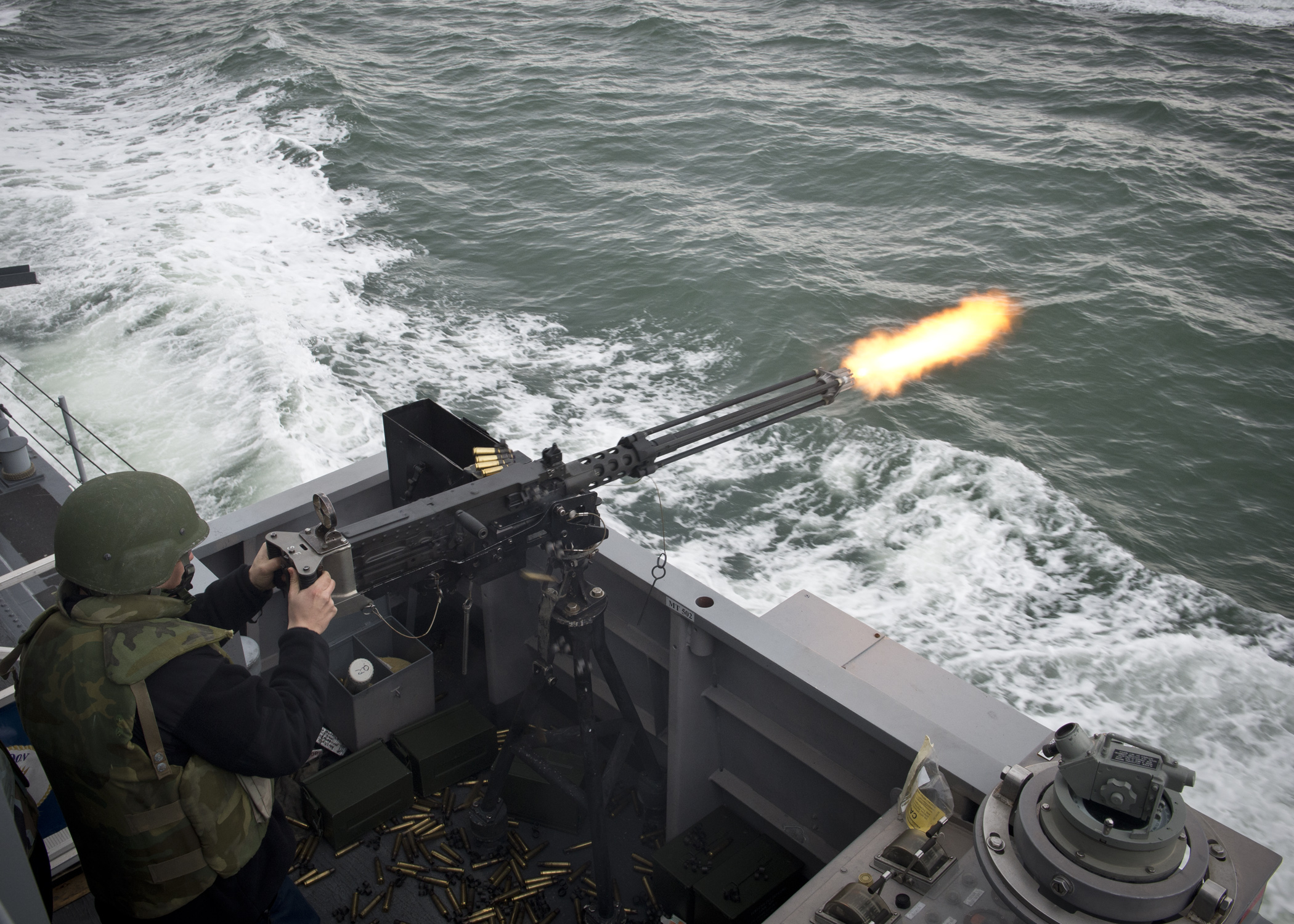
M2 mit erkennbarer Dreibeinlafette

Ein schweres Maschinengewehr ist ein Maschinengewehr mit einem Kaliber zwischen 12 mm und unter 20 mm oder ein Maschinengewehr mit geringerem Kaliber, das durch einen Untersatz wie einem Dreibein oder einer Lafette (Dreibeinlafette) eine größere Zerstörungswirkung und bessere Trefferquote erhält.
Im deutschen Sprachgebrauch dient für schweres Maschinengewehr die Abkürzung sMG. Als sMG wird auch ein Universal-Maschinengewehr mit Mittelkaliber auf Feldlafette bezeichnet. Im Englischen wird der Begriff HMG (englisch Heavy Machine Gun) verwendet. Maschinenwaffen ab 20 mm werden als Maschinenkanone klassifiziert.
Schwere Maschinengewehre verschießen Patronen mit einer Kadenz zwischen 400 und 1500 Schuss pro Minute. Die Munition wird entweder über Stangenmagazine zugeführt oder über Munitionsgurte. Der Rückstoß des Verschlusses lädt die Waffe für den nächsten Schuss. Schwere Maschinengewehre werden im Dauerfeuer geschossen. Der Schütze ist angehalten, kurze Feuerstöße abzugeben, um eine höhere Trefferquote zu erreichen und den Lauf der Waffe nicht zu sehr zu erhitzen.

## Geschichte

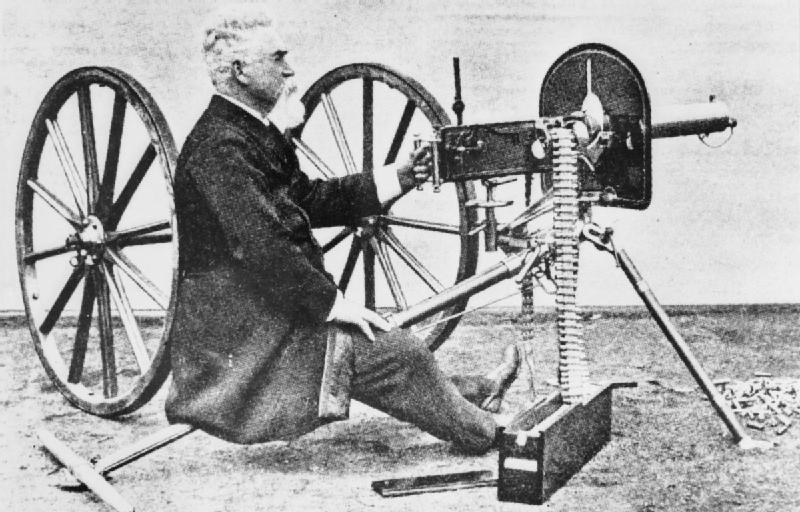
Hiram Maxim mit seinem von ihm entwickelten Maxim-Maschinengewehr, 1885

Das erste selbstladende Maschinengewehr war das Maxim-Maschinengewehr, das 1885 von dem US-amerikanisch-britischen Erfinder und Konstrukteur Hiram Maxim entwickelt wurde. Es war bis ins frühe 20. Jahrhundert die wichtigste Waffe seiner Art.
Aus dem Maxim ging 1896, bedingt durch eine Firmenumbenennung, das Vickers-Maschinengewehr hervor, das in viele Länder exportiert wurde. Kurz darauf begannen mehrere europäische Länder mit der Entwicklung eigener Maschinengewehre wie dem MG 08 (Deutschland), Maschinengewehr 07/12 (Österreich), Mg 11 (Schweiz), PM 1910 (Russland) und Hotchkiss M1914 (Frankreich). Alle genannten MGs hatten, bedingt durch ihr Gewicht, ein Dreibein. Das Kaliber war geringer als 8 mm.
Durch die Entwicklung von gepanzerten Fahrzeugen entstand der Wunsch nach einem Maschinengewehr mit stärkerem Kaliber bzw. mit größerer Zerstörungswirkung. Auch die Flugabwehr spielte eine Rolle und verlangte größere Reichweiten von den Maschinengewehren.
Während in den USA ab 1918 das Browning M2 mit dem Kaliber 12,7 mm (im englischen 0,5 Zoll) eingeführt wurde, blieb man in Deutschland beim Kaliber 7,92 x 57 mm und entwickelte stattdessen eine Lafette, mit deren Gewicht das MG in eine stabile Position beim Feuern gebracht wurde. Der Schütze konnte das MG in der Horizontalen hin und her bewegen, wie in der Vertikalen den Höhenrichtbereich verändern, und so einen großen Bereich vor seiner Stellung abdecken. Die Reichweite des MG 34 und MG 42 erhöhte sich durch die Verwendung der Lafette auf bis zu 3500 Meter im indirekten Richten.

## Einsatz

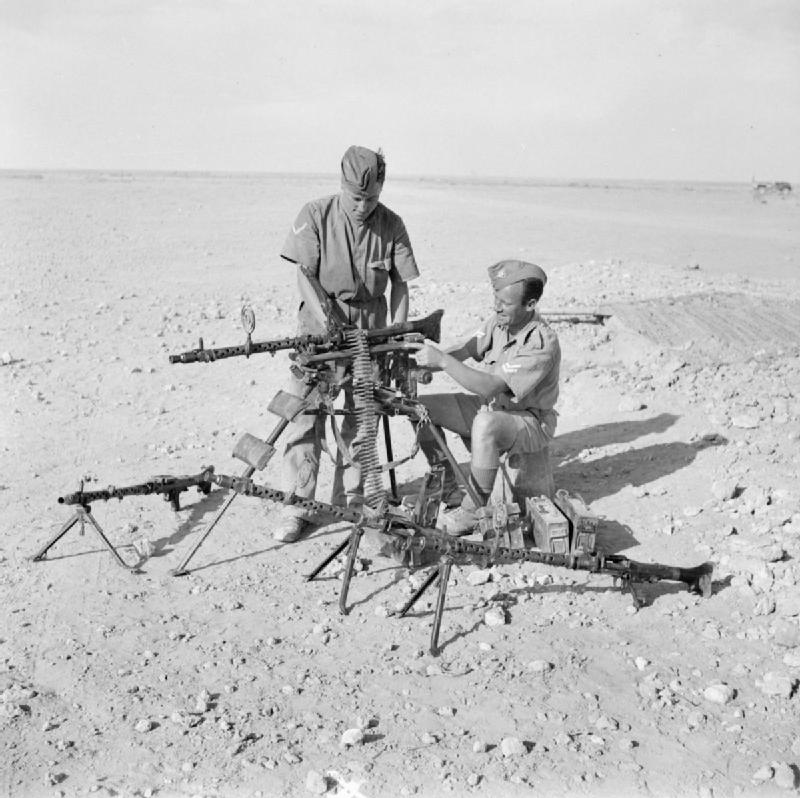
Ein MG 34 auf Lafette (hinten), vorne MG 34 mit Zweibein

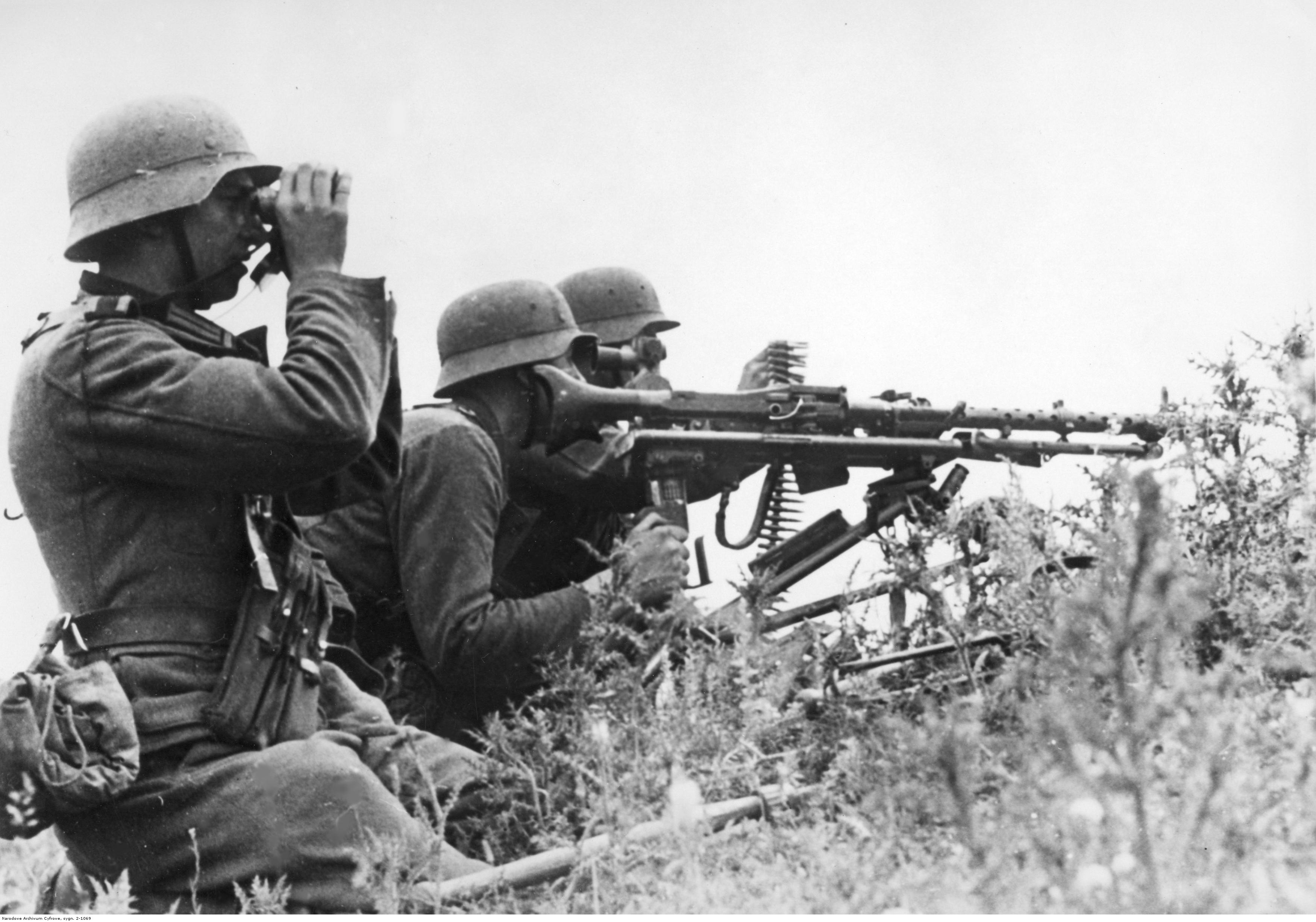
MG 34 auf Lafette im Einsatz

Schwere Maschinengewehre wurden oft in Kompanien zusammengefasst. Sie hatten die Aufgabe, Unterstützungsfeuer bei Angriffen zu geben, oder großflächige Bereiche vor der eigenen Front abzudecken. Idealerweise ist das Vorfeld für ein schweres Maschinengewehr flach und gut einsehbar. Da sich die Waffe bei den meisten Modellen in der Vertikalen arretieren lässt, kann der Schütze die Waffe horizontal in beide Richtungen knapp über dem Horizont bewegen. Infanterieangriffe gegen derartig eingegrabene SMG-Stellungen waren somit zum Scheitern verurteilt und resultierten in sehr hohen Verlusten ohne Aussicht auf Erfolg.
SMGs sind wegen ihres Gewichts meistens auf Fahrzeugen (LKWs, Schützenpanzer, Radpanzer, Panzer) oder auf Schiffen im Einsatz. Im Einsatz bei der Infanterie wird die Last (zwischen 35 und 50 kg für MG und Lafette) meistens auf zwei bzw. drei Soldaten verteilt (Schütze 1, Schütze 2, Schütze 3). Die Munition für das sMG wird auf den Rest der Gruppe bzw. Kompanie verteilt.

## Modelle
Nachfolgend eine Liste von schweren Maschinengewehren. Ohne das Dreibein oder Lafette sind einige der aufgelisteten sMGs als leichtes Maschinengewehr zu bezeichnen.
Die sMGs sind in der Reihenfolge ihrer Einführung gelistet.

### Deutschland
- MG 08
- MG 34 auf Lafette
- MG 42 auf Lafette
- MG 3 auf Lafette
- RMG 50

### Italien
- Fiat-Revelli Modello 1914
- Fiat-Revelli Modello 1935
- Breda M37
- Breda-SAFAT

### Japan
- Typ 3
- Typ 92
- Typ 1

### Österreich
- Maschinengewehr 07/12

### Polen
- Ckm wz.30

### Schweiz
- Mg 11

### Serbien
- Zastava M02 „Којот“
- Zastava M87

### USA
- Browning M1917
- Browning M2

### Russland
- PM 1910
- Wladimirow KPW
- 14,5-mm-Maschinengewehr PKP

### Vereinigtes Königreich
- Vickers-Maschinengewehr